# Departamento de El Banco
El Banco fue uno de los departamentos en que se dividía el Estado Soberano del Magdalena (Colombia). Fue creado en 1864, cuando la provincia de El Banco adquirió la categoría de departamento; en 1867 cambió su nombre a Belén, recuperando el nombre de El Banco el 7 de diciembre de 1868. Tuvo por cabecera a las ciudades de El Banco, Puerto Nacional y Aguachica. El departamento comprendía parte del territorio de las actuales regiones magdalenenses del Sur y de las regiones cesarenses del Centro y Sur.

## División territorial
En 1876 el departamento comprendía los distritos de Aguachica (capital), El Banco, Federación, González, Guamal, Loma de Corredor, Puerto Nacional, Río de Oro, Simaña y Tamalameque.